# 大田市生活バス

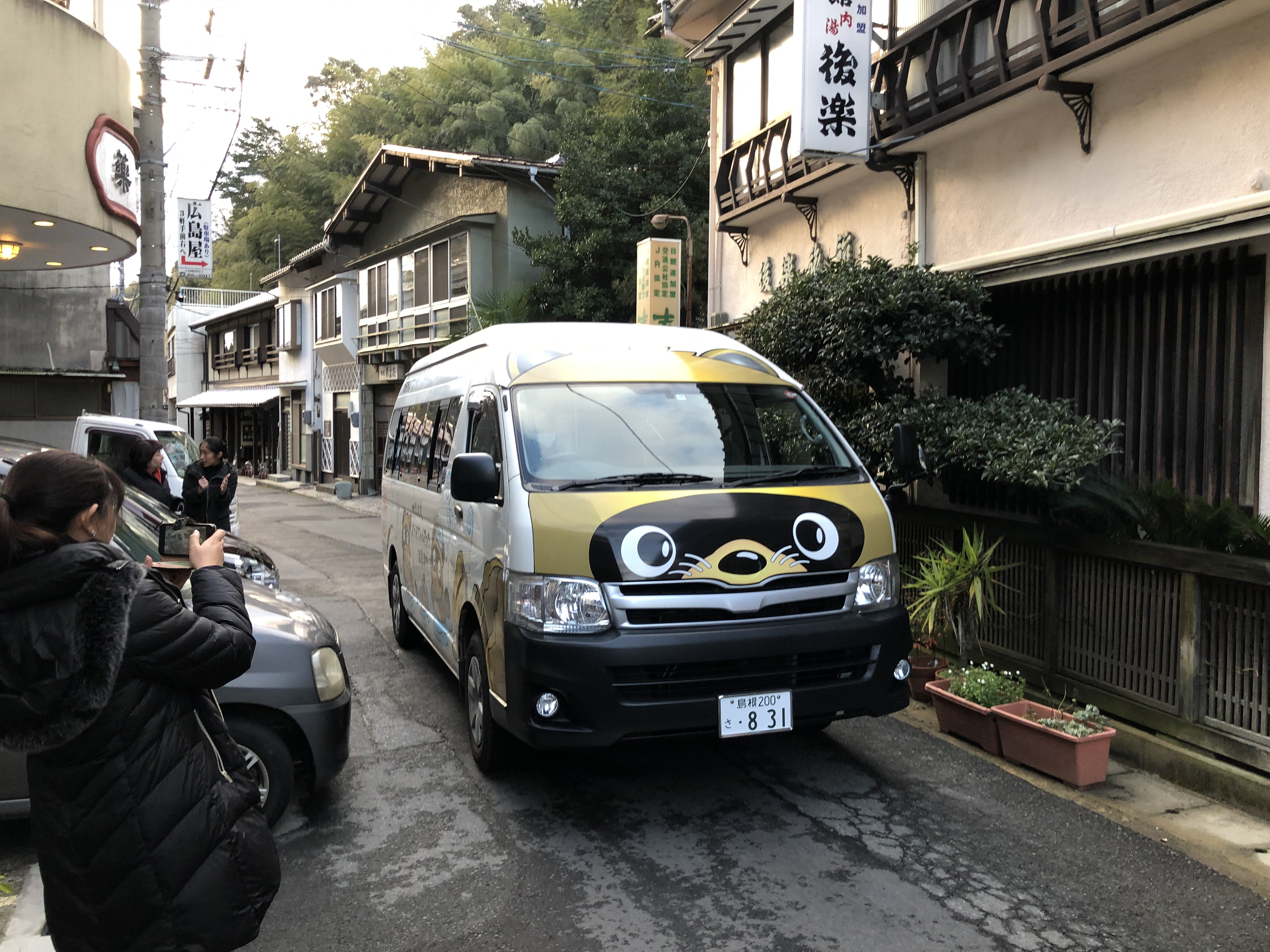
温泉津線(2020年2月)

大田市生活バス（おおだしせいかつバス）は島根県大田市温泉津地域で運行するコミュニティバスである。
自家用自動車（白ナンバー）による有償運送で、運行は、温泉津タクシーに委託されている。

## 概要
- 合併前の温泉津町が、温泉津町廃止路線代替バス（ゆのつまちはいしろせんだいたいバス）（通称は温泉津町営バス（ゆのつちょうえいバス））として運行していたものを、温泉津町を合併した大田市が引き継ぎ、大田市生活バスとして運行している。よって、運行している区間は旧温泉津町域のみである。
- 運賃は区間により異なる（140円 - 550円、小学生以下・障害者手帳を持参の場合は半額（10円未満の端数は切り上げ）、保護者同伴の幼児（4歳未満）は1名まで無料）。但し湯里線の運賃は100円・200円の2段階である。
- 定期券（通勤・通学とも1か月、3か月、6か月）
- 回数券（11枚綴り）
- 全便1月1日 - 1月3日は運休。

## 沿革
- 2005年10月1日 - 温泉津町の大田市への合併に伴い、大田市生活バスとなる。
- 2011年4月7日 - 新温泉津小学校開校により運行開始されたスクールバスを活用して、湯里線運行開始。[1]

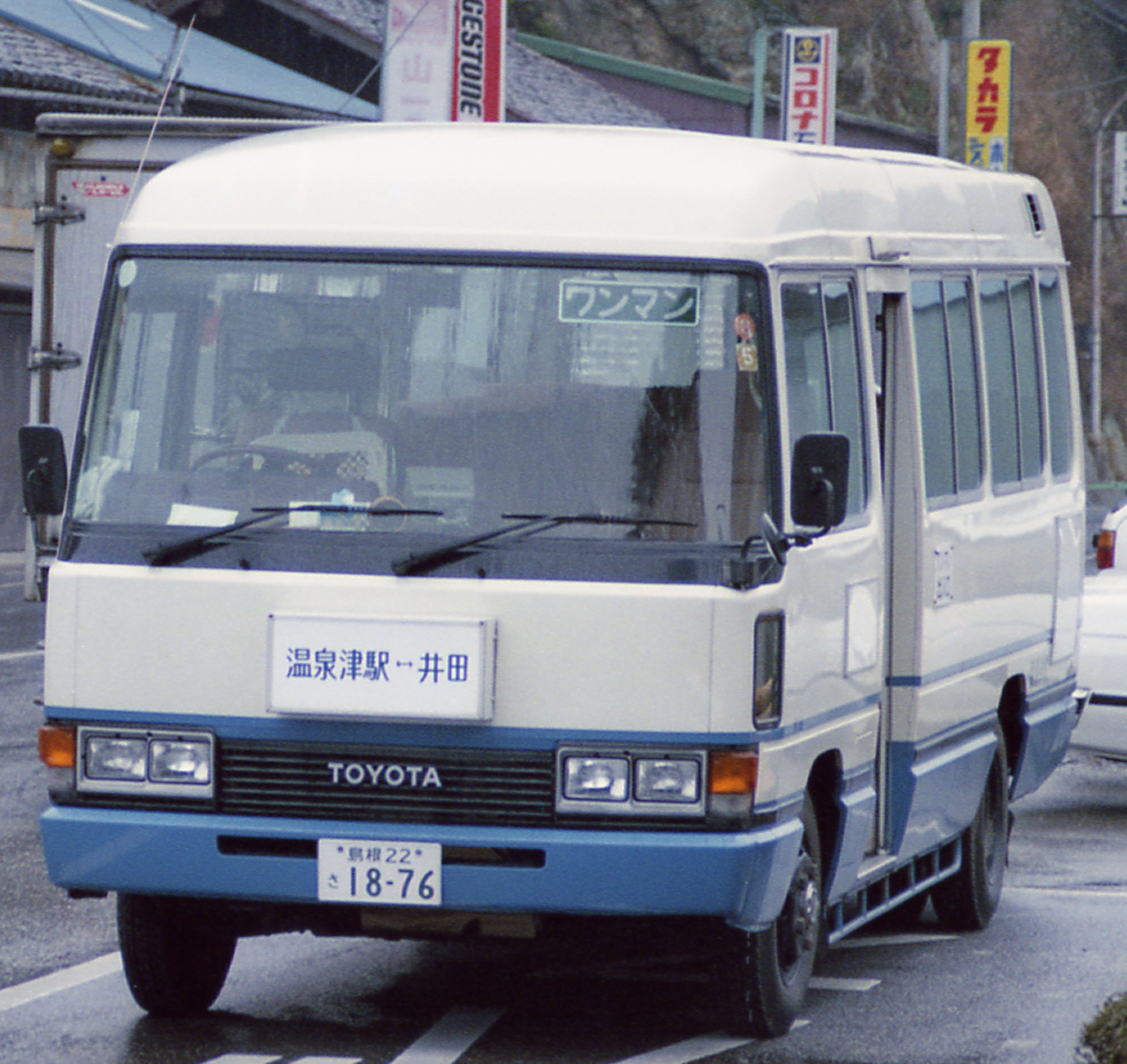
温泉津町営バス当時の車両（1990年、井田線）
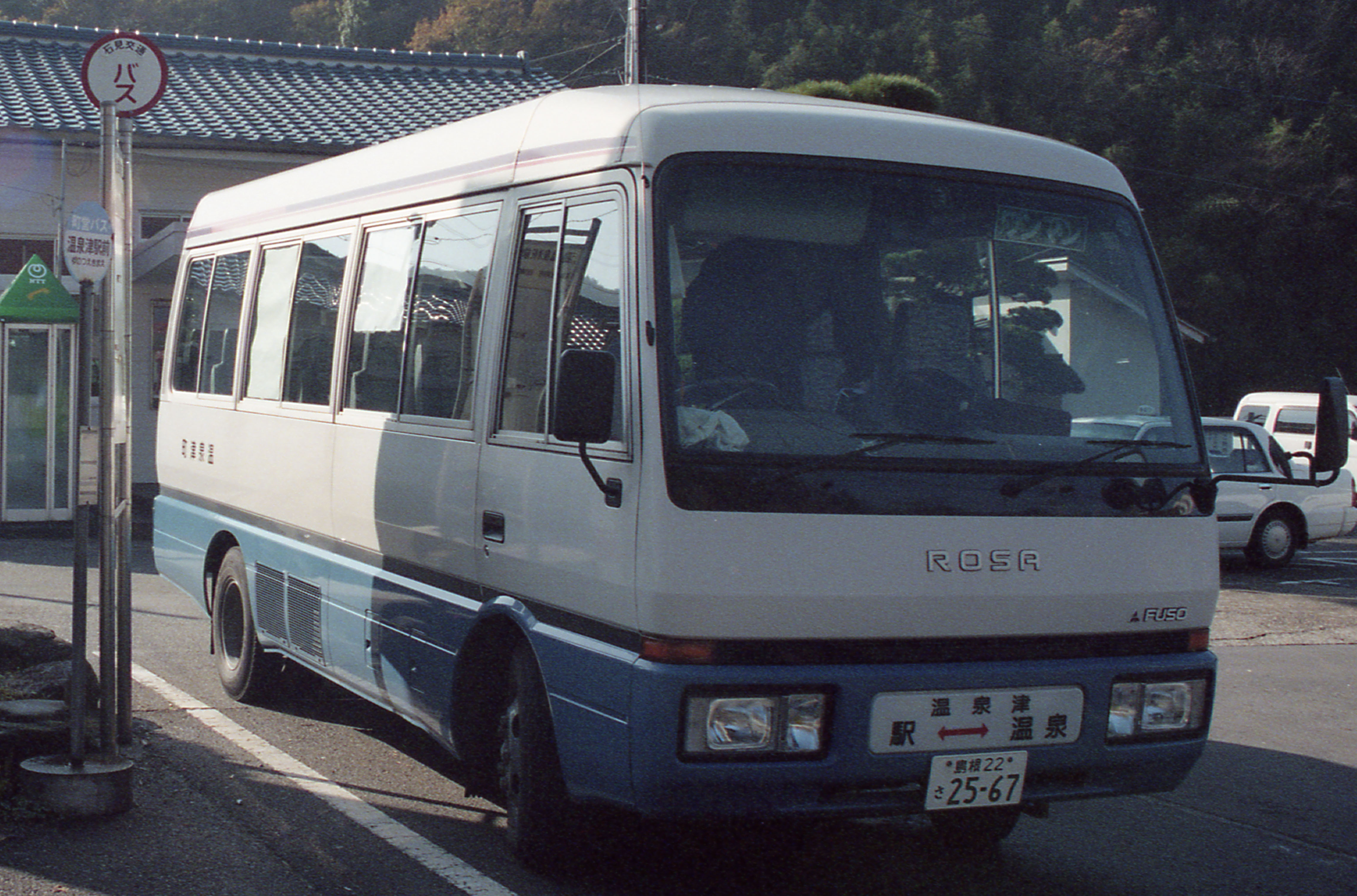
温泉津町営バス当時の車両（1997年、温泉津線）
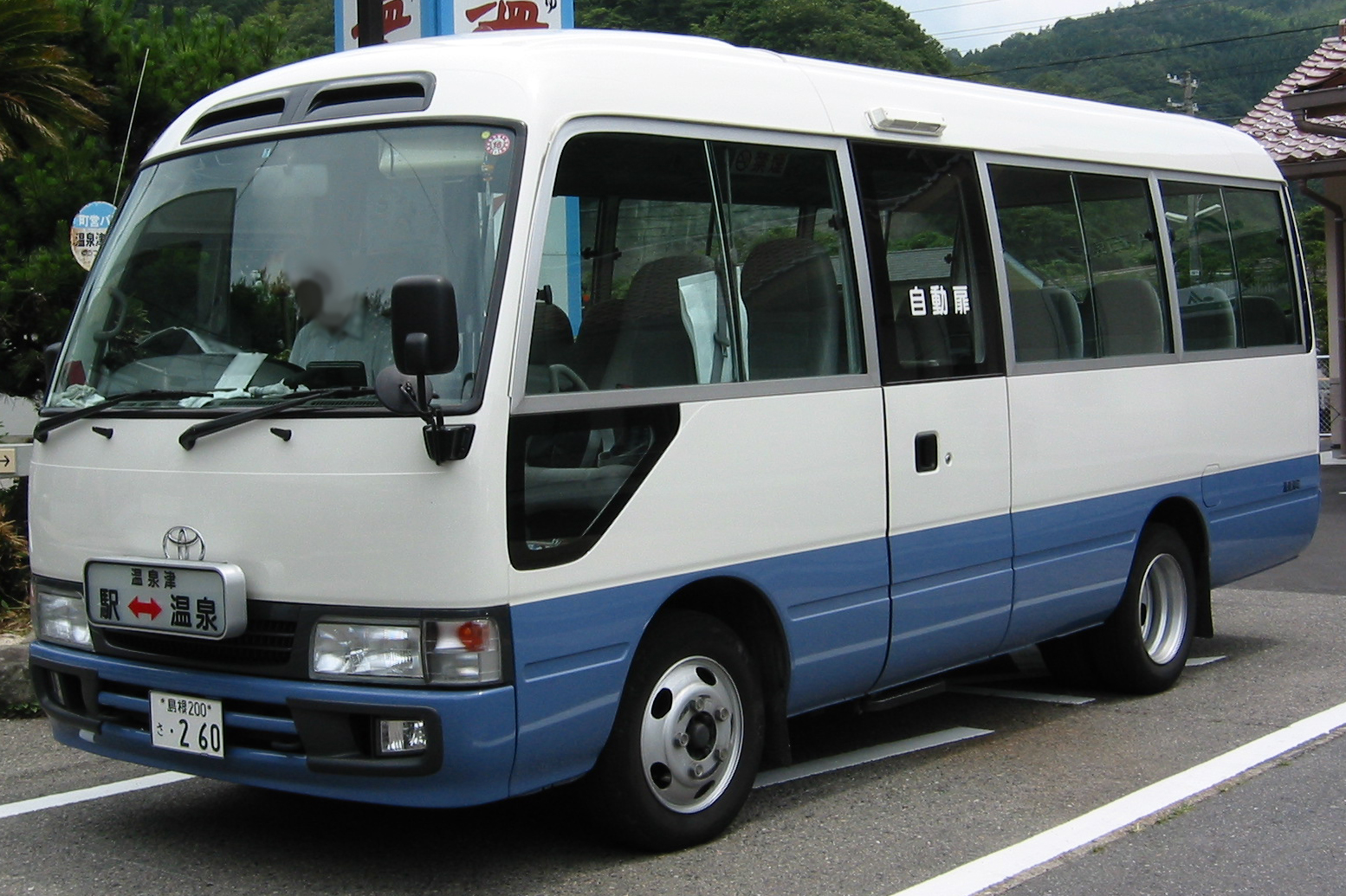
温泉津町営バス当時の車両（2004年、温泉津線）
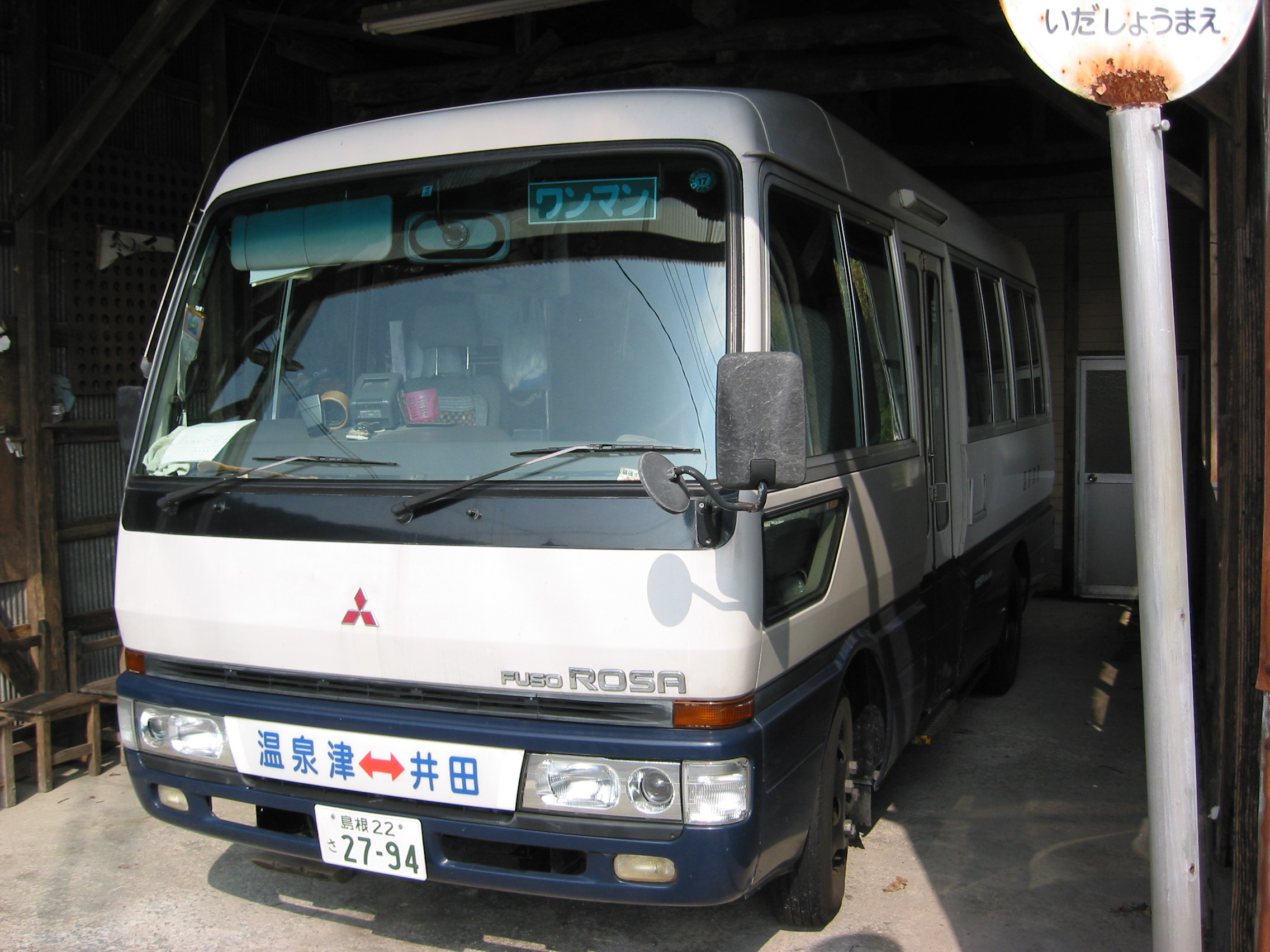
温泉津町営バス当時の車両（2004年、井田線）

## 路線
温泉津線（10.9 km）
- 堂庭 - 願楽寺入口 - 福光市 - 温泉津支所前 - 温泉津駅前 - 小浜温泉 - 温泉前 - 上町 - 松山西団地 - 松山団地

井田線（14.1 km）
- 横道 - 井田小前 - 津渕下 - 石見畑 - 福光市 - 小浜温泉 - 温泉津駅前 - 温泉津支所前
  - 日曜日・祝日運休。

湯里線（5.8 km）
- ヨズクの里 - 郷 - 湯里まちセン - 湯港橋 - 湯里駅